# Weidenbach, Ansbach
Weidenbach är en köping (Markt) i Landkreis Ansbach i Regierungsbezirk Mittelfranken i förbundslandet Bayern i Tyskland.
Köpingen ingår i kommunalförbundet Triesdorf tillsammans med staden Ornbau.